# 小紫黄芩
小紫黄芩（学名：Scutellaria microviolacea），为唇形科黄芩属下的一个种。

## 扩展阅读
維基物種上的相關：小紫黄芩